# Castelo de l'Ortenbourg
O Château de l'Ortenbourg é um castelo em ruínas situado na comuna de Scherwiller, no departamento de Bas-Rhin na França. É datado do século XIII. É um monumento histórico listado desde 1924.